# Wanda Bajerówna
Wanda Bajerówna (Bajer) po mężu Skubisz (ur. 30 listopada 1923, zm. 4 września 2014) – polska aktorka teatralna. Wystąpiła też w trzech filmach. Z uwagi na drobną posturę często obsadzana w rolach młodych dziewcząt. Nierzadko grywała w spektaklach przeznaczonych dla młodzieży.

## Teatr
Pracowała w wielu polskich teatrach – kolejno:
- 1943–1944 – Teatr I Dywizji Wojska Polskiego im. T. Kościuszki;
- 1944–1945 – Teatr Wojska Polskiego w Lublinie;
- 1945–1946 – Teatr Kukiełkowy Centrali Robotniczej Domu Kultury w Łodzi;
- 1946–1947 – Teatr Lalki i Aktora we Wrocławiu;
- 1947–1949 – Teatr Młodego Widza we Wrocławiu;
- 1949–1954 – Teatr im. S. Jaracza, Olsztyn-Elbląg;
- 1954–1960 – Teatr Polski Bielsko-Cieszyn;
- 1960–1962 – Teatr Polski Bielsko-Biała;
- 1962–1976 – Teatr im. Jaracza, Olsztyn-Elbląg;
- 1976–1991 – Teatr im. Jaracza w Olsztynie.

### Spektakle teatralne
- 1948 – Braterstwo Ducha jako Laura (reż. Stanisław Milski)
- 1949 – Wassa Żeleznowa jako Ludmiła (reż. Leonia Barwińska)
- 1951 – Teatr i życie (Kean) jako Desdemona; Ofelia (reż. S. Milski)
- 1952 – Przystanek Dalekie jako Żenia (reż. S. Milski)
- 1953 – Pieją koguty jako Oniale (reż. Julia Iberle)
- 1953 – Osobliwe zdarzenie jako Janina (reż. Irma Gulska)
- 1954 – Świętoszek jako Doryna (reż. Robert Mrongowius)
- 1954 – Bosman z "Bajki" jako Marysia (reż. Czesław Strzelecki)
- 1954 – Karpaccy górale jako Prakseda (reż. Andrzej Uramowicz)
- 1955 – Chirurg jako Wala (reż. A. Uramowicz)
- 1955 – Klucz od przepaści jako Lucy (reż. C. Strzelecki)
- 1956 – Zamek na Czorsztynie jako Łucja (reż. A. Uramowicz)
- 1956 – Huzarzy jako Cosima (reż. A. Uramowicz)
- 1956 – Wschodnie zaloty jako Asja (reż. C. Strzelecki)
- 1956 – Uciekła mi przepióreczka jako Wanda (reż. Irma Czaykowska)
- 1957 – Królowa Śniegu jako Gerda (reż. A. Uramowicz)
- 1957 – Pułapka na myszy (reż. A. Uramowicz)
- 1957 – Sługa dwóch panów jako Smeraldina (reż. I. Czaykowska)
- 1957 – Wesele jako Panna Młoda (reż. Iwo Gall)
- 1958 – Kot w butach jako Dorotka (reż. A. Uramowicz)
- 1958 – Świętoszek jako Doryna (reż. Barbara Borman)
- 1958 – Cud mniemany, czyli Krakowiacy i Górale jako Dorota (reż. Wanda Wróblewska)
- 1959 – Kocham, kocham... jako Nina Czełnakowa (reż. A. Uramowicz)
- 1960 – Latarnia jako Hanusia (reż. Jerzy Ukleja)
- 1960 – Panna z mokrą głową jako Pani Borowska (reż. Mieczysław Dembowski)
- 1960 – Zapomniany jako Dziewczyna (reż. A. Uramowicz)
- 1960 – Krzesiwo jako Właścicielka oberży (reż. A. Uramowicz)
- 1960 – Ucieczka jako Luśka (reż. A. Uramowicz)
- 1961 – Słomkowy kapelusz jako Wirginia (reż. A. Uramowicz)
- 1961 – Igraszki z diabłem jako Kasia (reż. A. Uramowicz)
- 1961 – Jaskółka jako Danuta (reż. A. Uramowicz)
- 1962, 1965 – Pan Twardowski jako Agnes (reż. A. Uramowicz)
- 1962 – Miecz Damoklesa jako Żona Architekta (reż. A. Uramowicz)
- 1962 – Nora jako Nora (reż. Tadeusz Żuchniewski)
- 1963 – Dziewiąty sprawiedliwy jako Tamar (reż. Krystyna Meissner)
- 1963 – Szelmostwa Skapena jako Zerbineta (reż. T. Żuchniewski)
- 1963 – Trzy pytania i... (reż. Zygmunt Wojdan)
- 1964 – Bracia jako Stefka (reż. Z. Wojdan)
- 1964 – Opera za trzy grosze jako Ofiara żołdackiej swawoli (reż. Andrzej Konic)
- 1964 – Królowa przedmieścia jako Mania (reż. Tadeusz Kozłowski)
- 1964 – W pustyni i w puszczy jako Mea (reż. Aleksander Gąssowski)
- 1965 – Dzień oczyszczenia jako Maryna (reż. A. Konic)
- 1965 – Śmierć na gruszy jako Wyrobnikowa (reż. T. Żuchniewski)
- 1965 – Pani prezesowa jako Julia (reż. T. Żuchniewski)
- 1966 – Kulig (reż. T. Kozłowski)
- 1966 – Mieszczki modne jako Eleonora (reż. Stefania Domańska)
- 1966 – Panna z mokrą głową jako Amelia (reż. Jolanta Ziemińska)
- 1967 – Ciotunia jako Małgorzata (reż. S. Domańska); także asystentka reżysera
- 1967 – Wassa Żeleznowa jako Anna Onoszenko (reż. J. Ziemińska)
- 1967 – Ali Baba i 40 rozbójników jako Zobeida (reż. Przemysław Zieliński)
- 1968 – W czepku urodzona jako Olga (reż. S. Domańska)
- 1968 – W małym dworku jako Amelka (reż. Krzysztof Pankiewicz)
- 1968 – Szczęście Frania jako Mroczyńska (reż. S. Domańska)
- 1968 – Rok 1944 jako Ola (reż. Lech Komarnicki)
- 1969 – Sługa dwóch panów jako Smeraldina (reż. K. Pankiewicz); także asystentka reżysera
- 1969 – Ballady i romanse jako Rozalka (reż. Kazimierz Łastawiecki)
- 1969 – Cud mniemany, czyli Krakowiacy i Górale jako Dorota (reż. Bohdan Głuszczak, T. Kozłowski)
- 1969 – Świętoszek jako Doryna (reż. S. Domańska)
- 1970 – On jako Aktorka (reż. Andrzej Przybylski)
- 1970 – Bolszewicy jako Maria Ulianowna (reż. A. Przybylski)
- 1970 – Koniec księgi VI jako Anna Schilling (reż. J. Ziemińska)
- 1971 – Pan Jowialski jako Szambelanowa (reż. S. Domańska)
- 1971 – Karen z krainy czarów jako Żaba Jaga; Mysz polna (reż. Kazimierz Gawęda)
- 1972 – Czajka jako Paulina (reż. Magdalena Bączewska)
- 1973 – Portret doktora Mikołaja jako Siostra Marta (reż. Jan Błeszyński)
- 1973 – Zabawa w koty jako Obranowa (reż. Jacek Gruca)
- 1973 – Igraszki z diabłem jako Kasia (reż. J. Ziemińśka)
- 1974 – Play Strindberg jako Alicja (reż. Wanda Laskowska)
- 1974 – Ślepcy (reż. Jerzy Kozłowski)
- 1974 – Dwa klony jako Wasylisa Niestrudzona (reż. Jerzy Próchnicki)
- 1975 – Klub kawalerów jako Mirska (reż. Bohdan Czechak)
- 1975 – Dziś do ciebie przyjść nie mogę (reż. Ireneusz Kanicki)
- 1975 – Ania z Zielonego Wzgórza jako Maryla Cuthbert (reż. Andrzej Koper)
- 1975 – Zamek jako Żona zarządcy (reż. Henryk Baranowski)
- 1976 – Perła jako Andzia (reż. Danuta Jagła)
- 1976 – Iwona, księżniczka Burgunda jako Dama I (reż. H. Baranowski)
- 1977 – Dziady jako Rollisonowa (reż. H. Baranowski)
- 1977 – Dom Bernardy Alba jako Poncja (reż. Zbigniew Wróbel)
- 1977 – Wariatka z Chaillot jako Konstancja – Wariatka z Passy (reż. Lech Hellwig-Górzyński)
- 1977 – Pastorałka jako Karczmarka (reż. Maryna Broniewska)
- 1978 – Białe małżeństwo jako Kucharcia (reż. Andrzej Rozhin)
- 1978 – Pierścień i róża jako Czarna wróżka (reż. A. Rozhin, J. Bocheńska)
- 1979 – Radcy pana radcy jako Ewa (reż. Jerzy Wróblewski)
- 1979 – Mały tygrys Pietrek jako Mama Tygrysica (reż. Leszek Śmigielski)
- 1979 – Damy i huzary jako Pani Dyndalska (reż. Stefan Burczyk)
- 1980 – Antygona (reż. Krzysztof Rościszewski)
- 1980 – Oni jako Halucyna Bleichertowa (reż. Andrzej Markowicz)
- 1981 – Sen jako Maria Moskalewa (reż. K. Rościszewski)
- 1981 – Pieśń o drodze (reż. J. Pacocha, K. Rościszewski)
- 1982 – Zbrodnia i kara jako Pulcheria Aleksandrowna (reż. K. Rościszewski)
- 1982 – Ksiądz Marek (reż. Wojciech Pisarek)
- 1982 – Zwariować można jako Zofia Bałecka (reż. Michał Rosiński)
- 1983 – Porwanie Sabinek jako Ernestyna (reż. J. Wróblewski)
- 1984 – Do wójta nie pójdziemy jako Agrypina Kondratiewa (reż. K. Rościszewski)
- 1984 – Kordian jako Dama dworu; Jedna z ludu (reż. Jerzy Hutek)
- 1984 – Wesele jako Radczyni (reż. J. Wróblewski)
- 1984 – Żabie czary (reż. Krzysztof Ziembiński)
- 1985 – Popiół i diament jako Alicja Kossecka (reż. Roman Kordzińśki)
- 1985 – Ożenek jako Arina Pantelejmonowna (reż. K. Ziembiński)
- 1985 – Zaklęty jawor Matka Księżyca (reż. S. Domańska)
- 1986 – Punk, czyli Ballada i sonet (reż. R. Kordzińśki)
- 1987 – Kowal, pieniądze i gwiazdy jako Starucha (reż. S. Domańska)
- 1987 – Lekarz mimo woli jako Bogini (reż. J. Wróblewski)
- 1988 – Romans z wodewilu jako Katarzyna (reż. S. Domańska)
- 1988 – Rewizor jako Żona Chłopowa (reż. Walery Bucharin)
- 1989 – Królewna Śnieżka jako Królowa Macocha (reż. S. Domańska)
- 1989 – Przedwiośnie jako Rezydentka III (reż. R. Kordzińśki)
- 1991 – Osiem kobiet jako Starsza pani (reż. Józef Skwark)
- 1995 – Rabenthal albo jak przyrządzić rybę fugu jako Hrabina Beaulac (reż. Tomasz Dutkiewicz)

## Filmografia
- 1970, premiera 1971 – Pierścień księżnej Anny (reż. Maria Kaniewska)
- 1976. serial  "Wakacje" (reż. Annette Olsen)
- 1981 – Czwartki ubogich (reż. Sylwester Szyszko)

## Odznaczenia i nagrody
- Krzyż Kawalerski Orderu Odrodzenia Polski
- Złoty Krzyż Zasługi
- Medal 40-lecia Polski Ludowej
- Medal „Za udział w walkach o Berlin”
- Odznaka „Zasłużony Działacz Kultury”
- Nagroda artystyczna miasta Bielsko-Biała za rok 1961 (1962)
- Odznaka honorowa „Zasłużony dla Warmii i Mazur” (1966)
- Nagroda im. Karola Małłka przyznawana przez redakcję dwutygodnika „Warmia i Mazury” (1989)
- Nagroda w V plebiscycie czytelników „Gazety Olsztyńskiej” Teatralna Kreacja Roku w kategorii drugoplanowa rola kobieca za rolę Hrabiny Beaulac w przedstawieniu Rabenthal albo jak przyrządzić rybę fugu Jorga Grasera (1996, Olsztyn)
- Nagroda wojewody olsztyńskiego (1998)

Pochowana na cmentarzu komunalnym przy ul. Poprzecznej w Olsztynie (kw. 30/10/11).